# Västra Lill-Abborrtjärnen
Västra Lill-Abborrtjärnen är en sjö i Krokoms kommun i Jämtland och ingår i Indalsälvens huvudavrinningsområde.